# برايان وود (رسام)
برايان وود هو رسام ومصور كندي، ولد في 1948 في ساسكاتون في كندا.